# Ishbi-Benob
 (juillet 2023).
Ishbi-Benob ou Jischbi-Benob (en hébreu : יִשְׁבוֹ בְנֹב) est un personnage du Tanakh et de l'Ancien Testament. Dans la Bible, il est cité au chapitre 21 du Deuxième livre de Samuel.

## Étymologie
Son nom pourrait signifier « sa demeure est en Nob ».

## Récit biblique
Lors d'un conflit opposant les Israélites aux Philistins, Ishbi-Benob, un géant originaire de Gath dont la lance pesait trois cents sicles d'airain (soit plus de trois kilos), eut la volonté de tuer le roi David mais il fut tué par Abischaï, neveu du roi.
Ishbi-Benob est également mentionné dans le Talmud (Sanhédrin XI, 95, a).